# Villa Mairea
La Villa Mairea va ser realitzada el 1938 per Alvar Aalto i Aino Aalto. En molts casos només se’l menciona a ell com a creador, però en els escrits oficials del projecte signaven de forma conjunta. Es tracta d'una casa d'estiueig per la parella de col·leccionistes noruecs, Maire Gullichsen i Harry Gullichsen, situada en un turó a Noormarkku, Finlàndia.

## Arquitectes
Alvar Aalto va ser un arquitecte finlandès dins de la tendència de l'organicisme arquitectònic als Països Escandinaus. Durant la dècada del 1920, també va exercir de crític d'art en un important diari finlandès.
En termes ideològics, Aalto es mostrava contrari als manifests dogmàtics dels arquitectes del moment, capaços de definir la totalitat del seu plantejament creatiu en uns pocs principis. Considerava que l'essència de qualsevol creació arquitectònica es trobava en el seu procés de realització, que el camí s'escrivia mentre es feia, d'una forma molt personal que no es podia concebre a partir de trets universals.
A partir d'aquest posicionament, Aalto intentava projectar una arquitectura on cada un dels elements rebessin un tractament individual, donant-los un espai de lliure desenvolupament, seguint la complexitat de formes ofertes en la natura. Aquesta intenció es veu remarcada pel fet que els seus edificis s'integren totalment en el seu entorn circumdant.
Pel que fa a Aino Aalto, tot i la seva activitat arquitectònica, destaca especialment per la seva aportació al mobiliari i a l'interiorisme, essent una de les pioneres del disseny a Finlàndia. El 1923 va entrar dins de la firma del seu marit Alvar Aalto, sent-ne co-creadora, tot i que, en moltes ocasions, se li han atribuït exclusivament a ell les obres.

## Història
L'any 1935, els Aalto, juntament amb Maire Gullichsen i Nils-Gustav Hahl, van crear l'empresa Artek. Aquesta companyia, encara activa actualment, va ser especialment reconeguda per les seves contribucions al disseny modern, amb una perspectiva interdisciplinària d'art, disseny i arquitectura, encarregada sobretot de la creació de peces de mobiliari. Aino Aalto va estar al càrrec de la direcció creativa i del general de l'empresa entre els anys 1941 i 1949.
A partir d'aquest primer contacte, havent establert amistat, el matrimoni Gullichsen encarrega als Aaltos la Villa Mairea el 1937, com a lloc d'estiueig. Els Aaltos van disposar de gran llibertat a l'hora de realitzar l'edifici, Alvar va encarregar-se principalment de l'estructura arquitectònica i Aino, de la decoració i mobiliari de l'interior. A més, en el disseny interior va participar activament Maire Gullichsen.

## Projecte

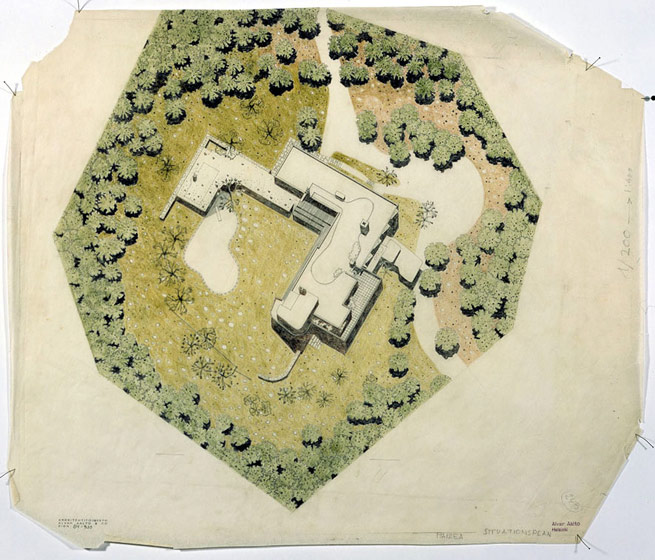
Emplaçament

### Localització i emplaçament
Aquesta vila es troba aïllada en un turó de Noormarkku, a prop d'edificis pertanyents a la família Ahlström, de la que n'és part Maire Gullichsen, filla d'Antti Ahlström. Està rodejada per un bosc de coníferes, espai en el que es fon la planta en forma de L en una integració total amb l'entorn.

### Materials
Els materials utilitzats en la creació de la Villa Mairea són, en norma general, provinents o propers a la zona on es troba. L'estructura de la casa està feta mitjançant l'alternança de l'acer amb els totxos buits. En el paviment, tant exterior com interior, s'utilitza pissarra roja típica finlandesa i, com a forma de revestiment del general del pis, totxo, plaques ceràmiques i de fusta de faig blanc. Pel que fa al sostre de la sala d'estar, s'utilitza un forjat de formigó porós, sostingut per columnes, i pel fals sostre, llistons de fusta, per poder filtrar l'aire que va entrant des de l'exterior.

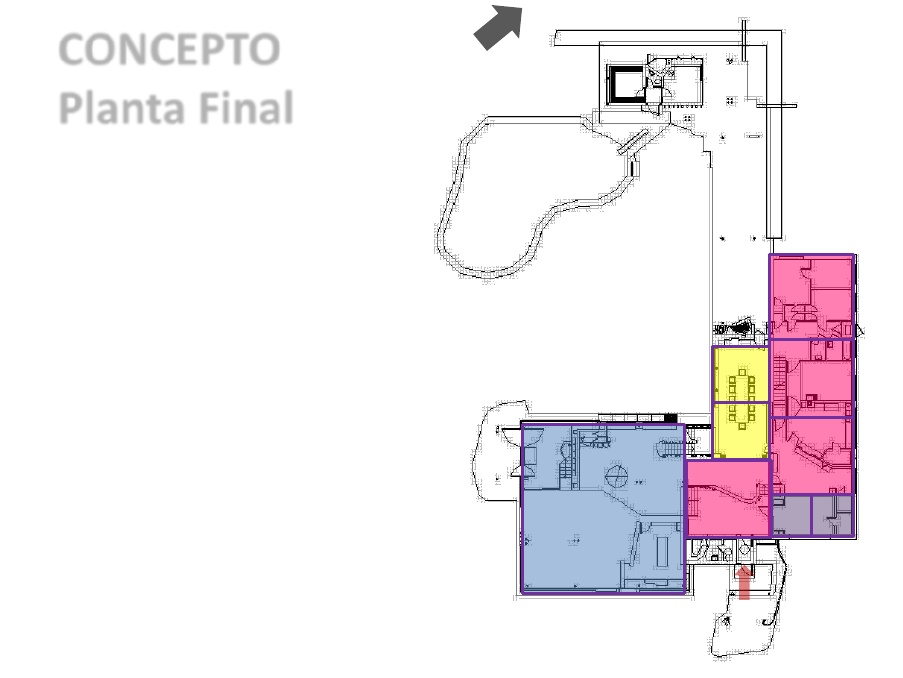
Planta

### Distribució espacial
A l'hora de planificar l'estructura de la Villa, hi va haver diversos plantejaments i variacions. El canvi més destacable va ser passar de la idea de la Villa Mairea com una residència individual amb una galeria d'art adjacent a decidir configurar un espai de convivència entre la vida quotidiana i la col·lecció artística dels propietaris, sense que es tractés de dos cossos arquitectònics separats. També val la pena destacar la seva distribució per com va separar les diferents estances perquè unes fossin d'accés exclusiu a la família i a l'àmbit privat, mentre que també van crear-se espais i accessos dedicats al servei i per on accedien per fer les tasques de la llar els treballadors i treballadores d'aquesta, creant una subdivisió a nivell general de tres parts: la part totalment privada, la "mig pública i mig privada", i la dedicada exclusivament als treballadors i als serveis.
Tot i trobar-nos en un context on el racionalisme arquitectònic predomina, veiem com l'arquitectura d'Aalto té un caràcter metafòric, intentant jugar amb els límits entre l'edifici i la natura, sempre amb una forta influència de l'experiència humana dels propis arquitectes. La constant necessitat de presentar temes, motius o ritmes a nivell arquitectònics crea, en general, una composició més pictòrica que no pas arquitectònica, a simple vista parlant. De fet, el mateix arquitecte considera que, així crea una certa fusió i provoca que facin les paus l'arquitectura i la pintura modernes.

#### Exterior

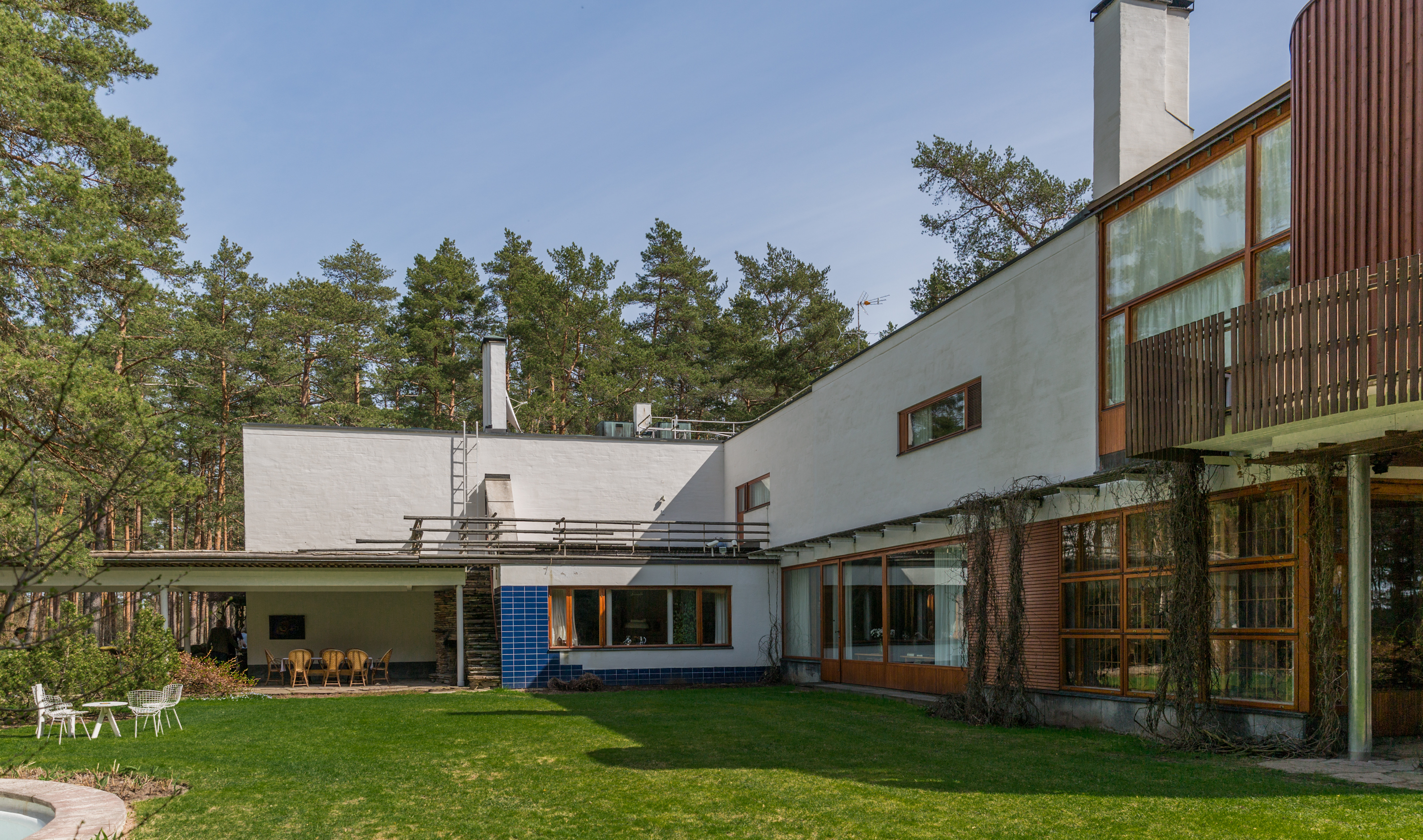
Vista des del jardí

Inicialment es va projectar un pati interior al centre de l'edifici, però se'n va acabar fent un de semi-obert vers el bosc, delimitat parcialment per la piscina, la sauna i la pròpia casa. Es va mantenir la privacitat de l'espai mencionat a partir de situar-lo en un nivell més elevat que el de l'entorn natural i per la instal·lació d'un porxo d'accés al pati. Tanmateix, aquests recursos de delimitació no suposen una menor integració en la natura, a més la forma de la piscina del pati s'assimila a la dels llacs finlandesos.

#### Interior
L'edifici disposa de dues plantes i un soterrani. L'orientació de les diverses habitacions és perpendicular al jardí, fent que l'espai sembli expandir-se cap a dues direccions diferents. En la planta soterrada hi ha el magatzem i la bugaderia. En la planta baixa hi ha la sala de reunió i d'exposicions de les obres, al costat del menjador, al que s'arriba a partir del vestíbul i que es troba al costat de la cuina. En la planta superior hi ha el taller de pintura de Maire Gullichsen, les habitacions dels convidats i dels nens i el vestíbul amb la xemeneia on es troben les escales que connecten amb el pis inferior. En aquest segon pis també sobresurten cap a l'exterior un sistema de terrasses i balcons.

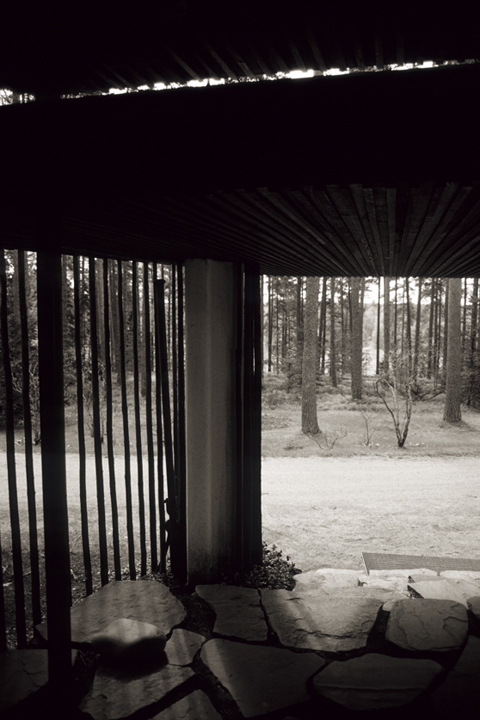
Lloc de pas d'interior a exterior

Es fa ús de portes corredisses per respondre a diverses funcions. Per una banda, delimiten la zona d'emmagatzematge de les obres d'art, permetent als propietaris canviar les peces exposades. A més, els accessos corredissos també són utilitzats com una forma de dinamització de l'espai i de fluïdesa total entre les diferents parts de l'edifici, com és en la zona que connecta amb al jardí, de mode que les estances interiors es poden obrir totalment a l'exterior. Per altra banda, aquest tipus de portes serveixen per aïllar i mantenir la calor de la calefacció central de la casa.
Un dels altres aspectes destacables en aquesta construcció és la repetició de determinats gestos en algunes de les diferents parts de la casa, la qual cosa, tot i semblar paradoxal, provoca que el projecte, lluny de convertir-se en monòton, esdevingui ric, més complex i molt suggerent. És, precisament, la cura minuciosa d'aquests detalls constructius i compositius la que converteix aquesta casa en un clàssic i un referent per a l'arquitectura del s. XX.

### Integració
Pel que fa a la integració unitària de les peces que constitueixen a l'edifici en sí, aquesta s'aconsegueix de manera orgànica, tot i tractar-se d'elements amb formes molt variades, gràcies a l'ús de superfícies graonades. D'aquesta manera, cada una de les parts és col·locada a consciència seguint el format global de la Villa, essent cada element particular necessari per la idea del conjunt. Aquest recurs esglaonat és present també en altres projectes domèstics d'Alvar Aalto.
Considerant la integració amb l'entorn, a la Villa Mairea s'aconsegueix la fusió entre l'espai interior i l'exterior mitjançant diversos recursos d'assimilació dels elements arquitectònics amb els naturals, plantejament típic de l'organicisme.
A la zona de les escales, algunes parts del sostre i als llocs de confluència entre l'espai interior i l'exterior hi ha pals de fusta que adopten l'aparença dels alts arbres que envolten la casa, tant per la textura i el color del material com per la forma. L'ús d'aquests elements també ocasiona que la llum no entri de forma directa a la casa, creant jocs d'ombres com els que hi hauria en un bosc ple de vegetació.